# Final Blow
Final Blow est un jeu vidéo de boxe développé et commercialisé par Taito en 1988 sur borne d'arcade. Le jeu a été adapté sur Amiga, Atari ST, Commodore 64, FM Towns et Mega Drive. Sega a rebaptisé la version Mega Drive occidentale James « Buster » Douglas Knockout Boxing après la victoire surprise de Douglas contre Mike Tyson en 1990.

## À noter
- The Sales Curves (Storm) a adapté et édité le jeu sur Amiga, Atari ST et Commodore 64.
- Final Blow est également disponible sur PlayStation 2 dans la compilation Taito Memories II Vol.2.